# NGC 4328
NGC 4328 (другие обозначения — MCG 3-32-19, ZWG 99.34, VCC 634, PGC 40209) — карликовая галактика в созвездии Волосы Вероники.
Галактика не имеет видимого соединения с М 100, хотя расположена в 6 минутах дуги от неё. NGC 4328 находится на расстоянии 14,84±1,61 Мпк от Млечного Пути, тогда как M 100 удалена на 16,86 Мпк. Это не исключает возможности их взаимодействия. 
Этот объект входит в число перечисленных в оригинальной редакции «Нового общего каталога».